# Nelson Meurer
Nelson Meurer (Bom Retiro, 23 de julho de 1942 — Francisco Beltrão, 12 de julho de 2020) foi um agropecuarista e político brasileiro. Foi prefeito de Francisco Beltrão e deputado federal pelo Paraná.

## Biografia
Ocupou o cargo de prefeito de Francisco Beltrão, no interior do Paraná, de 1989 a 1993. Foi Deputado Federal, de 1995 até 2018, inicialmente pelo PPB e em 2003 pelo PP.
Em 14 de junho de 2016, apoiou o deputado Eduardo Cunha votando contra a sua cassação no comitê de ética da Câmara dos Deputados. Já na votação em plenário, que cassou o mandato de Cunha, em setembro de 2016, se absteve de votar. Votou a favor do Impeachment de Dilma Rousseff.
Já durante o Governo Michel Temer, votou a favor da PEC do Teto dos Gastos Públicos.  Em abril de 2017, foi favorável à Reforma Trabalhista. 
Em 2 de agosto de 2017, na votação sobre a admissibilidade da denúncia de corrupção passiva em desfavor do presidente Michel Temer, assinada pela PGR, votou pelo arquivamento.
Com o fim do mandato de deputado federal em 2018, Meurer não se candidatou para a reeleição ou para outro cargo nas eleições de outubro de 2018.

### Morte
Morreu no dia 12 de julho de 2020 no hospital particular Policlínica São Vicente de Paula em Francisco Beltrão, Paraná, vítima da COVID-19. A época, o ex-deputado estava preso por condenação de corrupção.

## Operação Lava Jato
Em 6 de março de 2015, foi incluído na lista de políticos envolvidos na Operação Lava Jato, e o Ministro Teori Zavascki do Supremo Tribunal Federal, autorizou a instauração dos Inquéritos PET 5294 e 5266, e a realização de instauração e diligências. Segundo a Procuradoria Geral da República, teria recebido 29,7 milhões de reais, 300 mil a cada mês entre 2006 e 2014; além de 4 milhões de reais em espécie e outros 500 mil reais na forma de doações eleitorais da construtora Queiroz Galvão.

### Condenação e prisão
No dia 29 de maio de 2018, foi condenado por unanimidade pelos ministros da segunda turma do Supremo Tribunal Federal (STF) a 13 anos e 9 meses de prisão em regime inicial fechado por corrupção passiva e lavagem de dinheiro na Lava Jato
No dia 30 de outubro de 2019, o político e seu filho foram presos em Francisco Beltrão. Meurer foi levado para Penitenciária Estadual de Francisco Beltrão para cumprir a condenação de 13 anos e 9 meses de prisão.